# When It Rains, It Pours!
When It Rains, It Pours! è un cortometraggio muto del 1916 diretto da William Wolbert.

## Produzione
Il film fu prodotto dalla Vitagraph Company of America.

## Distribuzione
Distribuito dalla General Film Company, il film - un cortometraggio in una bobina - uscì nelle sale cinematografiche statunitensi il 7 luglio 1916.